# Dudu Omagbemi
MacPherlin Dudu Omagbemi (ur. 18 lipca 1985 w Lagos) – nigeryjski piłkarz grający na pozycji napastnika.

## Kariera klubowa
Dudu zaczął trenować piłkę nożną w wieku pięciu lat, w nigeryjskim klubie Okobaba FC z Lagos. Następnie trafił do Indii, do zespołu Sporting Clube de Goa, z którego został wypożyczony do drugoligowego klubu Dempo SC. W sezonie 2001/2002 zdobył 8 bramek dla Dempo SC w lidze. Po sezonie wrócił do Sporting Clube de Goa, który od sezonu 2002/2003 został włączony do rozgrywek drugiej ligi. Na pierwszą część sezonu 2002/2003 został wypożyczony do pierwszoligowego klubu Salgaocar SC, ponieważ pierwszoligowe rozgrywki zaczynały się w listopadzie 2002 roku, natomiast drugoligowe w marcu 2003 roku. Dudu zdobył dla Salgaocar SC pięć bramek w lidze. 19 grudnia zdobył hat tricka meczu z FC Indian Bank. W drugiej lidze w sezonie 2002/2003 zdobył 13 bramek i wywalczył z zespołem Sporting Clube de Goa awans do najwyższej klasy rozgrywkowej w Indiach. W sezonie 2003/2004 zdobył 13 bramek dla swojego klubu w pierwszej lidze. W sezonie 2004/2005 zdobył tytuł króla strzelców indyjskiej ligi z 21 strzelonymi bramkami oraz został uznany za jej najlepszego zawodnika. Po zakończeniu sezonu piłkarz został wypożyczony do malezyjskiego klubu Penang FA, dla którego strzelił trzy gole w Pucharze Malezji. Następnie powrócił do Sporting Clube de Goa i zdobył dla tego zespołu 9 bramek w lidze indyjskiej w sezonie 2005/2006. W sezonie 2006/2007 strzelił w lidze 13 bramek. Dudu pełnił funkcję kapitana drużyny Sporting Clube de Goa.
31 sierpnia 2007 roku Dudu podpisał roczny kontrakt z Wisłą Kraków z opcją przedłużenia. Zadebiutował 23 września w meczu z Polonią Bytom i już w tym spotkaniu strzelił bramkę. W wywiadach prasowych po swoim pierwszym meczu w barwach krakowskiego klubu emanował pewnością siebie i powiedział, że strzelona bramka to dopiero początek, bo przecież jego drugie imię to Goal Machine. 31 października  2007 roku w 1/8 finału Pucharu Polski zdobył dla Wisły Kraków dwie bramki, w meczu przeciwko GKS 71 Tychy. Zdobył również dwa gole w meczach Pucharu Ekstraklasy. Po zakończeniu sezonu zarząd Wisły postanowił nie przedłużać z nim kontraktu.
W 2010 roku Dudu przeszedł do Kecskeméti TE z Węgier. Jeszcze w tym samym roku został zawodnikiem fińskiego Kuopion Palloseura, z którym wywalczył wicemistrzostwo Finlandii. W 2012 roku został zawodnikiem klubu z Kuopio – Palloseury. Następnie był zawodnikiem klubów: ponownie Salgaocar FC, East Bengal FC, FC Pune City, ponownie East Bengal FC, Mohun Bagan AC, FC Goa, FC Haka, Chennaiyin FC, ponownie East Bengal FC i Oskarshamns AIK.  

## Statystyki
| Sezon     | Klub                  | Liga         | Liczba meczów | Liczba bramek |
| --------- | --------------------- | ------------ | ------------- | ------------- |
| 2001/2002 | Dempo SC              | 2.Division   | 19            | 8             |
| 2002/2003 | Salgaocar SC          | NFL          | ?             | 5             |
| 2002/2003 | Sporting Clube de Goa | 2.Division   | ??            | 17            |
| 2003/2004 | Sporting Clube de Goa | NFL          | ??            | 13            |
| 2004/2005 | Sporting Clube de Goa | NFL          | ??            | 21            |
| 2005      | Penang FA             | Super League | ?             | 0             |
| 2005/2006 | Sporting Clube de Goa | NFL          | ??            | 9             |
| 2006/2007 | Sporting Clube de Goa | NFL          | ??            | 13            |
| 2007/2008 | Wisła Kraków          | Ekstraklasa  | 9             | 1             |
| 2008/2009 | Debreceni VSC         | NB I         | 16            | 4             |

## Sukcesy

### Zespołowe
Debreceni VSC
- mistrzostwo Węgier (1): 2008/09

FC Honka
- Puchar Finlandii (1): 2012
- Puchar Ligi Fińskiej (1): 2011

Wisła Kraków
- mistrzostwo Polski (1): 2007/08

### Indywidualne
- król strzelców NFL (1): 2004/05